# 刀坝镇
刀坝镇，是中华人民共和国贵州省铜仁市印江土家族苗族自治县下辖的一个乡镇级行政单位。
2015年3月18日，贵州省人民政府批复同意印江县乡镇行政区划调整，新设置的刀坝镇辖原刀坝乡，镇人民政府驻刀坝村。

## 行政区划
刀坝镇下辖以下地区：
刀坝村、下寨坝村、南家村、保河村、席联村、来安村、玉岩村、庙坪村、大宅村、共和村、会堡村、联丰村、白金村、兰克寨村、安家坝村、青狮村、田坝村、毛坝村、罗南溪村、洞沟村、全民村、下大坪村、大屯村、天坪村、双河村、勤俭村、前寨村和核桃坪村。